# Chama bar Bisa
R. Chama bar Bisa (auch: Hama, auch: ben, auch: Bissa) war ein von seinem Lehrer Juda hanassi sehr geschätzter Amoräer der ersten Generation in Palästina und lebte und wirkte im dritten nachchristlichen Jahrhundert.
Sein ebenfalls gelehrter Sohn, R. Hoschaja (auch: Oschaja), ist eventuell identisch mit Hoschaja Rabba, einem der Bearbeiter und Herausgeber der Baraitot.